# Article premier
Pour plus de détails, voir Fiche technique et Distribution.
Article premier est un court métrage de Mathieu Kassovitz réalisé en 1998.

## Synopsis
Le court-métrage a été réalisé pour Amnesty International et porte sur la Déclaration des droits de l'homme et du citoyen.

## Fiche technique
- Réalisation : Mathieu Kassovitz
- Genre :  court métrage
- Année : 1998
- Pays :  France
- Durée : 1 minute

## Distribution
- Michel Serrault
- Vincent Cassel
- Mathieu Kassovitz
- Christophe Rossignon